# Psyllocarpus goiasensis
Psyllocarpus goiasensis là một loài thực vật có hoa trong họ Thiến thảo. Loài này được J.H.Kirkbr. miêu tả khoa học đầu tiên năm 1979.